# 瓦莱萨林贝内
瓦莱萨林贝内（義大利語：Valle Salimbene），是意大利帕维亚省的一个市镇。总面积7平方公里，人口1486人，人口密度212.3人/平方公里（2009年）。国家统计（ISTAT）代码为018169。